# Boismorand
Boismorand är en kommun i departementet Loiret i regionen Centre-Val de Loire strax norr Frankrikes mitt. Kommunen ligger i kantonen Gien som tillhör arrondissementet Montargis. År 2022 hade Boismorand 863 invånare.

## Befolkningsutveckling
Antalet invånare i kommunen Boismorand
| Referens: INSEE |